# Kosiński III (sfałszowany herb)

Herb

Kosiński Baron – rzekomy herb baronowski Cesarstwa Francuskiego, odmiana herbu szlacheckiego Rawicz przytaczana przez J. K. Ostrowskiego za Adamem Kosińskim. W rzeczywistości, herb taki nie istniał.

## Opis herbu
Opis zgodnie z klasycznymi zasadami blazonowania:
W polu złotym pod małą tarczą czerwoną z mieczem prosto do góry, na zielonej murawie na czarnym niedźwiedziu panna rozczesana z koroną na głowie, rękami wzniesionymi, czerwono ubrana. Nad tarczą korona baronowska napoleońska.

## Kwestia fałszerstwa
Ostrowski, powołując się na Adama Kosińskiego, podaje że jest to herb nadany Antoniemu z Kosecina Kosińskiemu, generałowi dywizji wojsk księstwa warszawskiego przez Napoleona I r. 1813. W rzeczywistości jednak, w roku tym tytuł barona otrzymał Michał Kosiński herbu Rogala, co potwierdzają francuskie spisy utytułowanych za Napoleona. Nie figuruje w nich Antoni Amilkar. Informacja, którą podał Ostrowski została zatem sfałszowana bądź przeinaczona przez Adama Amilkara. Jedynym prawdziwym herbem baronowskim Kosiński jest Kosiński Baron, odmiana herbu Rogala.